# 旧神の印
旧神の印（きゅうしんのしるし、エルダーサイン、The Elder Sign）は、クトゥルフ神話作品に登場する架空のアイテム。基本的には「五芒星形の石」だが、詳細は作者や作品によって変遷する。

## ダーレスの「旧神の印」

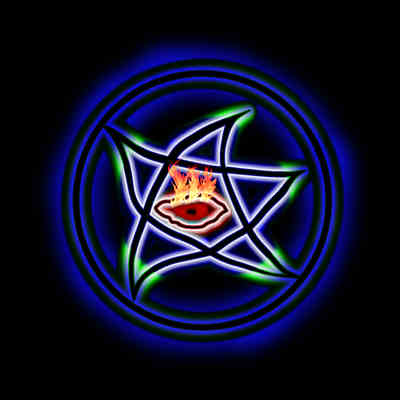
旧神の印

オーガスト・ダーレスが旧神の印である「五芒星形の石」を創造し、自作に登場させている。ダーレス神話では頻出するアイテムである。
1931年に執筆した『湖底の恐怖』『モスケンの大渦巻き』で初登場する。封印された邪神が復活したとき、キリスト教の聖人たちが石の力で撃退させたという。その際には、石を5箇所に埋めることで、巨大な五芒星形を描き、パワーを高めて中央に邪神を封印したとされている。
1944-1952年の連作『永劫の探究』では、古代ムナール（ラヴクラフト『サルナスの滅亡』の舞台）が原産地と説明される。本シリーズでは効果が弱体化しており、邪神配下の眷属を退けるが邪神自体には効果がないと説明される。
1945年の『暗黒の儀式』では、中心に燃える柱（あるいは目）をもった五芒星と描写され、以後の標準設定となる。
ダーレスは1931年に『潜伏するもの』を執筆し、旧神を創造して登場させた。ダーレスはまた『発狂した修道士クリタヌスの告白録』という文献を創造しており、キリスト教と旧神を結び付けている。

## ラヴクラフトの「旧き印」
ハワード・フィリップス・ラヴクラフトの『インスマスを覆う影』では、酔漢老人ザドック・アレンが「オールドワンズの印」について言及している。ここでは中央で五本に分岐した線状の星のように描写している。
ラヴクラフトの世界観に、旧神は存在しない。さらに1931年当時は呼称自体が曖昧であった。『潜伏するもの』には旧神が登場するが、作品中では「Old One」「Ancient One」「Elder God」と呼ばれており統一されていない。1931年執筆の3作品の原稿を、ラヴクラフトは読んでおり、数ヶ月後に書かれた『インスマスの影』で登場した「オールドワンズの印」はダーレスから影響を受けたものと目されている。先述したようにラヴクラフト世界観に旧神は存在しないため、「旧神の印」という呼称が適切とは言い難く、「旧き印」と仮称する。
さらに『銀の鍵の門を越えて』や、『暗黒の儀式』の元になった断章には、旧き印についての断片的な言及がある。これらの作品では邪悪を封じる効果があるように描かれている。
また1926年に書かれた『未知なるカダスを夢に求めて』には、手で結ぶ印相として登場する。同じ名前だが異なるものとして描かれている。ネクロノミコン断章には、本設定で言及されている。

## クトゥルフ神話TRPGの「旧き印」「ムナールの星石」
クトゥルフ神話TRPGにも登場し、イラスト化されている。
サプリメント『キーパーコンパニオン』では掘り下げられており、ムナールの星石の名前で載っている。『エンサイクロペディア・クトゥルフ』では、他にも「キシュの印」「サルナスの印章」「ムナールの星石」などと呼ばれている。

## 他作家の「旧神の印」
リン・カーター
『陳列室の恐怖』では、ラヴクラフトの図とダーレスの説明を取り入れたものとして、「スターストーン(star-stone)」の中央にカルトゥーシュで囲まれたラヴクラフト式の分岐線が描かれた旧神の印が描写されている。
『陳列室の恐怖』『夢でたまたま』では、五芒星形の石とゾスの邪神像が接触すると、双方が崩壊する様子が描かれる。
人間には効果がないので、邪神陣営は人間を仲間につけて、邪神の封印を解こうとしている。
ゲーリー・メイヤーズ
女神のヌトス＝カアンブルが作り出したもの。
ラムジー・キャンベル
『城の部屋』では、キリスト教とクトゥルフ神話がイギリスの土着信仰と融合しており、教会に「旧神天使が星の印を掲げてヒキガエルガーゴイルを威圧する」彫刻がある。『恐怖の橋』では、橋脚に仕込まれており、水の怪物を水中に封印している。
ブライアン・ラムレイ
ミスカトニック大学が工房で量産している。邪神にも効く。
その他
- ロバート・ターナーは、五芒星の5つの角は四元素と霊の力（第五元あるいは隠された元素）を意味し、四元素で作られ霊によりバランスを保たれる「人間」の象徴であると言う。五元素すべてを備えた人類と、単一元素の旧支配者たちは対立するという。
- イオドの書によれば、旧神の印は、クトゥルフおよび他の外なる神の下僕に対抗する強力な武器であり、彼らを排除するために用いることが出来る、とされる。

## 登場作品
- ハワード・フィリップス・ラヴクラフト：未知なるカダスを夢に求めて（1926）、インスマスの影（執筆1931/発表1936）
- オーガスト・ダーレス：湖底の恐怖（1931）、モスケンの大渦巻き（1931）、永劫の探究（1944-1952）、暗黒の儀式（1945）、彼方からあらわれたもの（1951）、谷間の家（1953）、恐怖の巣食う橋（1967）
- リン・カーター：陳列室の恐怖（1976）、炎の侍祭（1985）、夢でたまたま（1988）
- ゲーリー・メイヤーズ：妖蛆の館（1970）
- ラムジー・キャンベル：城の部屋（1964）、恐怖の橋（1964）
- ブライアン・ラムレイ：タイタス・クロウ・サーガ①地を穿つ魔（1975）
- ケイオシアム社『クトゥルフの呼び声 (TRPG)』